# L'Herbergement
L'Herbergement és un municipi francès situat al departament de Vendée i a la regió de País del Loira. L'any 2007 tenia 2.551 habitants.

## Demografia

### Població
El 2007 la població de fet de L'Herbergement era de 2.551 persones. Hi havia 979 famílies de les quals 236 eren unipersonals (93 homes vivint sols i 143 dones vivint soles), 321 parelles sense fills, 387 parelles amb fills i 35 famílies monoparentals amb fills.
La població ha evolucionat segons el següent gràfic:
Habitants censats

### Habitatges
El 2007 hi havia 1.042 habitatges, 998 eren l'habitatge principal de la família, 8 eren segones residències i 36 estaven desocupats. 985 eren cases i 53 eren apartaments. Dels 998 habitatges principals, 725 estaven ocupats pels seus propietaris, 270 estaven llogats i ocupats pels llogaters i 3 estaven cedits a títol gratuït; 4 tenien una cambra, 20 en tenien dues, 150 en tenien tres, 277 en tenien quatre i 547 en tenien cinc o més. 836 habitatges disposaven pel capbaix d'una plaça de pàrquing. A 412 habitatges hi havia un automòbil i a 529 n'hi havia dos o més.

### Piràmide de població
La piràmide de població per edats i sexe el 2009 era:
| Homes | Edats   | Dones |
| ----- | ------- | ----- |
| 0     | 95 o +  | 8     |
| 1     | 90 a 94 | 0     |
| 18    | 85 a 89 | 36    |
| 16    | 80 a 84 | 20    |
| 36    | 75 a 79 | 38    |
| 26    | 70 a 74 | 62    |
| 47    | 65 a 69 | 32    |
| 43    | 60 a 64 | 29    |
| 53    | 55 a 59 | 39    |
| 40    | 50 a 54 | 60    |
| 93    | 45 a 49 | 48    |
| 84    | 40 a 44 | 78    |
| 71    | 35 a 39 | 91    |
| 68    | 30 a 34 | 68    |
| 46    | 25 a 29 | 51    |
| 51    | 20 a 24 | 50    |
| 66    | 15 a 19 | 67    |
| 68    | 10 a 14 | 58    |
| 55    | 5 a 9   | 51    |
| 54    | 0 a 4   | 30    |

## Economia
El 2007 la població en edat de treballar era de 1.648 persones, 1.366 eren actives i 282 eren inactives. De les 1.366 persones actives 1.301 estaven ocupades (702 homes i 599 dones) i 65 estaven aturades (21 homes i 44 dones). De les 282 persones inactives 107 estaven jubilades, 89 estaven estudiant i 86 estaven classificades com a «altres inactius».

### Ingressos
El 2009 a L'Herbergement hi havia 1.048 unitats fiscals que integraven 2.702 persones, la mediana anual d'ingressos fiscals per persona era de 17.692 €.

### Activitats econòmiques
Dels 110 establiments que hi havia el 2007, 1 era d'una empresa extractiva, 3 d'empreses alimentàries, 2 d'empreses de fabricació de material elèctric, 11 d'empreses de fabricació d'altres productes industrials, 11 d'empreses de construcció, 19 d'empreses de comerç i reparació d'automòbils, 5 d'empreses de transport, 4 d'empreses d'hostatgeria i restauració, 13 d'empreses financeres, 7 d'empreses immobiliàries, 16 d'empreses de serveis, 14 d'entitats de l'administració pública i 4 d'empreses classificades com a «altres activitats de serveis».
Dels 29 establiments de servei als particulars que hi havia el 2009, 1 era una oficina de correu, 3 oficines bancàries, 2 tallers de reparació d'automòbils i de material agrícola, 1 autoescola, 1 guixaire pintor, 6 fusteries, 3 lampisteries, 1 empresa de construcció, 4 perruqueries, 1 veterinari, 3 restaurants i 3 agències immobiliàries.
Dels 7 establiments comercials que hi havia el 2009, 1 era un supermercat, 1 una fleca, 1 una carnisseria, 1 una botiga de roba, 1 un drogueria i 2 floristeries.
L'any 2000 a L'Herbergement hi havia 21 explotacions agrícoles que ocupaven un total de 1.152 hectàrees.

## Equipaments sanitaris i escolars
El 2009 hi havia 1 farmàcia i 1 ambulància.
El 2009 hi havia 2 escoles elementals.

## Poblacions més properes
El següent diagrama mostra les poblacions més properes.